# ديدييه ماسون
ديدييه ماسون (بالفرنسية: Didier Masson)‏ هو طيار فرنسي، ولد في 23 فبراير 1886 في أنيار سور سين في فرنسا، وتوفي في 2 يونيو 1950 في ماردة في المكسيك.